# Bundestagswahlkreis Forchheim
Der Bundestagswahlkreis Forchheim war von 1949 bis 1965 ein Wahlkreis in Bayern. Er umfasste die kreisfreie Stadt Forchheim sowie die Landkreise Forchheim, Ebermannstadt, Höchstadt an der Aisch und Pegnitz.
Zur Bundestagswahl 1965 verlor Oberfranken einen Wahlkreis. Das Gebiet des aufgelösten Wahlkreises Forchheim wurde auf die Wahlkreise Kulmbach, Bamberg und Bayreuth aufgeteilt. Der Wahlkreis wurde stets von Kandidaten der CSU gewonnen, zuletzt durch Karl Theodor Freiherr von und zu Guttenberg.

## Wahlkreissieger
| Jahr | Name                                        | Partei | Erststimmen |
| ---- | ------------------------------------------- | ------ | ----------- |
| 1961 | Karl Theodor Freiherr von und zu Guttenberg | CSU    | 67,7 %      |
| 1957 | Karl Theodor Freiherr von und zu Guttenberg | CSU    | 68,4 %      |
| 1953 | Michael Horlacher                           | CSU    | 56,3 %      |
| 1949 | Michael Horlacher                           | CSU    | 34,9 %      |

## Wahlkreisgeschichte
| Wahl      | Wahlkreisname | Gebiet |
| --------- | ------------- | --- |
| 1949      | 27 Forchheim  | Stadt Forchheim, Landkreis Ebermannstadt, Landkreis Forchheim, Landkreis Höchstadt an der Aisch, Landkreis Pegnitz |
| 1953–1961 | 222 Forchheim | Stadt Forchheim, Landkreis Ebermannstadt, Landkreis Forchheim, Landkreis Höchstadt an der Aisch, Landkreis Pegnitz |